# Робсількор
Робсілько́р — робітничий і селянський кореспондент радянської преси. Масовий рух, ініційований комуністичною партією для підтримки радянських газет на місцях, постачання їх кореспонденцією та активізації читачів.
У перші роки робсількорівського руху дописи робсількорів використовували як доноси на антирадянські виступи селянства, що нерідко призводило до вбивств сількорів, які влада використовувала для актів терору проти заможного селянства (відома справа у с. Димівці Миколаївської області 1924 року, на матеріалах якої написаний роман А. Головка «Бур'ян»).
У 1920-х pp. цьому рухові патронували центральні радянські газети. На початку редакції газети містили більше матеріалів робсількорів, що знижувало журналістичний рівень, зокрема провінційної преси. Пізніше значення робсількорів у редакційній практиці послабилося. Проте цей рух на низах стимулюється далі; у 1960-х роках в Україні було понад 400 000 робсількорів.
На честь робсількорів названо радянський журнал «Робселькор».